# Уйгурская письменность
Уйгурская письменность — письменность уйгурского языка. В разное время и в разных странах для записи уйгурского языка использовались разные системы письма — староуйгурское письмо, арабское письмо, кириллица и латиница.
- Староуйгурское письмо — в VIII—XIX веках
- Арабское письмо — с XI века до 1930 года в СССР; по настоящее время (кроме периода в 1960—1980-е годы) в КНР
- Латиница — в 1930—1947 годах в СССР; в 1960—1980-е годы в КНР
- Кириллица — с 1947 года в СССР и СНГ; попытка в 1956—1957 годах в КНР

В настоящее время уйгурский язык имеет два официальных письменных стандарта — на основе арабского алфавита в КНР и на основе кириллицы в странах СНГ.

## Письменности древнеуйгурского языка
Вопрос о преемственности древнеуйгурского и современного уйгурского языков является дискуссионным. Однако специалисты считают возможным выделять период функционирования древнеуйгурского языка как один из этапов развития уйгурского языка.
Древнеуйгурский язык использовал различные системы письма. Так, в V веке для его записи использовалось манихейское письмо, в V—VIII веках — древнетюркское письмо, а с VIII века — староуйгурское письмо, развившееся из согдийского. Также известны древнеуйгурские тексты, записанные тибетским письмом, письмом эстрангело и центральноазиатским типом письма брахми.
После принятия уйгурами ислама с XI—XII веков староуйгурское письмо стало вытесняться арабским письмом. В целом этот процесс завершился к XVI веку, хотя отдельные документы, написанные староуйгурском письмом, датируются XVIII веком, а жёлтые уйгуры использовали его до XIX века.

Арабское письмо для записи уйгурского языка начало использоваться в XI—XII веках. До начала 1920-х годов уйгуры Китая и Средней Азии использовали 28 букв:

## Письменность уйгуров Центральной Азии
В начале 1920-х годов в СССР был поставлен вопрос о приближении арабского алфавита к уйгурской фонетике. По этому вопросу в уйгурской газете «Кәмбәғәлләр авази» развернулась полемика. Её результатом стал созыв в 1925 году 1-го уйгурского совещания работников просвещения. На этом совещании из алфавита были исключены буквы, отображавшие арабские звуки, чуждые уйгурскому языку и введены буквы для специфических уйгурских звуков: پ [p], چ [ʧ], ژ [ʒ], گ [g], ڭ [ŋ], ئە [æ], ئۈ [y]. В новом алфавите стало 27 букв:
В середине 1920-х годов в СССР развернулась активная кампания по латинизации письменностей. Не обошёл этот процесс и уйгурскую письменность. В феврале-марте 1928 года в газете «Кәмбәғәлләр авази» был опубликован ряд проектов уйгурского алфавита на латинской основе. В апреле-мае того же года на 1-й уйгурской лингвистической конференции, проходившей в Самарканде, был одобрен латинизированный алфавит из 31 буквы. В мае 1930 года 2-я уйгурская лингвистическая конференция в Алма-Ате приняла его без изменений: так уйгурский алфавит на арабской основе был в СССР официально заменён на латинизированный. В середине 1930-х годов в алфавит была добавлена буква F f для обозначения соответствующего звука в русских заимствованиях. Однако по факту даже в 1936 году выходившая в Ташкенте газета «Шәрқ һакиқити» частично печаталась арабским алфавитом.
Латинизированный алфавит уйгуров СССР:
| A a | B в | C c | Ç ç | D d | E e | Ə ə | F f | G g | Ƣ ƣ | H h | I i | J j | K k | L l | M m |
| N n | Ꞑ ꞑ | O o | Ө ө | P p | Q q | R r | S s | Ş ş | T t | U u | V v | X x | Y y | Z z | Ƶ ƶ |

В конце 1930-х годов в СССР начался процесс перевода алфавитов с латинской на кириллическую основу. Уйгурский алфавит был кириллизован одним из последних. Проект кириллического алфавита был опубликован А. Ш. Шамиевой в 1946 году, а 4 февраля 1947 года он был утверждён Президиумом Верховного Совета Казахской ССР. В алфавит были включены все 33 буквы русского алфавита, а также 8 дополнительных знаков (Қ қ, Ң ң, Ғ ғ, Ү ү, Җ җ, Ө ө, Ә ә, Һ һ), которые стояли в самом конце алфавита, после буквы Я я. В 1960 году порядок букв в алфавите был изменён и он принял нынешний вид:
| А а | Б б | В в | Г г | Ғ ғ | Д д | Е е | Һ һ | Ә ә | Ж ж |
| Җ җ | З з | И и | Й й | К к | Қ қ | Л л | М м | Н н | Ң ң |
| О о | Ө ө | П п | Р р | С с | Т т | У у | Ү ү | Ф ф | Х х |
| Ц ц | Ч ч | Ш ш | Щ щ | Ъ ъ | Ы ы | Ь ь | Э э | Ю ю | Я я |

Буква ғ обозначает увулярный звонкий спирант, һ — фарингальный глухой, ә — широкий неогублённый гласный переднего ряда, җ — звонкую аффрикату [ʤ], қ — увулярный глухой смычный, ң — велярный носовой согласный, ө — огублённый полуширокий гласный переднего ряда, ү — огублённый узкий гласный переднего ряда. Буквы ё, ф, ц, щ, ы, э, ь используются только в заимствованиях из русского языка, ъ используется только в заимствованиях из русского и восточных (арабского, иранских) языков.
В сентябре 2017 года, после решения властей Казахстана о переводе казахской письменности на латинский алфавит, некоторые представители уйгурской общественности выступили с предложением перевести на латиницу и письменность уйгуров Казахстана. В мае 2018 года проект нового алфавита для уйгуров Казахстана был опубликован в печати. Согласно проекту алфавит имеет следующий вид: A a, Á á, B b, D d, E e, F f, G g, Ǵ ǵ, H h, I i, Y y, J j, C c, K k, L l, M m, N n, Ń ń, O o, Ó ó, P p, Q q, R r, S s, T t, U u, Ú ú, V v, Z z, X x, Sh sh, Ch ch.

## Письменность уйгуров Китая
Уйгуры Китая до начала XX века также пользовались «старым» арабским письмом. В 1951 и 1954 годах это письмо было реформировано и, как ранее в Советском Союзе, было приближено к нормам уйгурской фонетики. Так, реформа 1951 года изъяла из уйгурского алфавита 8 букв для согласных — ﺙ [θ], ﺫ [ð], ﺡ [ħ], ﻁ [tˁ], ﻅ [ðˁ], ﺹ [sˁ], ﺽ [ðˤ], ﻉ [ʕ], а также ввела 6 букв для гласных — ا [ɑ], تە [ɛ], ئي [e], ئى [i], قو [o], [ø], ڤق [u], [y]. Реформа 1954 года ввела небольшие изменения в начертание гласных. В мае 1954 года правительство Синьцзяна официально утвердило реформированный алфавит.
В августе 1956 года в Урумчи состоялась конференция по языкам и письменностям СУАР. На ней выступали как китайские учёные, так и их коллеги из СССР. Резолюция конференции указывала, что необходим перевод письменностей народов СУАР (в том числе и уйгурской) на кириллическую основу. Проект нового алфавит был схож с тем, которым пользовались уйгуры Советского Союза, однако в нём, в отличие от советского варианта, отсутствовали буквы Һ һ, Ц ц, Щ щ, Ы ы, Ь ь, Э э, Ю ю, Я я, но присутствовала буква Ҳ ҳ. Однако вскоре этот проект был свёрнут, так как в 1957 году Институт языков национальных меньшинств Китая рекомендовал нацменьшинствам переходить на латинский алфавит. Окончательно вопрос о переходе уйгуров КНР на кириллицу был закрыт после выступления Чжоу Эньлая в январе 1958 года, когда он высказал утверждение, что национальные меньшинства Китая должны пользоваться письменностью, построенной на основе пиньиня. 25 марта 1958 года уйгурская кириллица в Китае была официально отменена.
В ноябре-декабре 1959 года на 2-й конференции по языкам меньшинств СУАР было решено ввести латинизированный алфавит для уйгурского языка. Он имел следующий вид:
| A a | B b | C c | D d   | E e   | F f   | G g   | H h | I i | J j |
| K k | L l | M m | N n   | O o   | P p   | Q q   | R r | S s | T t |
| U u | V v | W w | X x   | Y y   | Z z   | Ƣ ƣ   | Ⱨ ⱨ | Ⱪ ⱪ | Ə ə |
| Ө ө | Ü ü | Ⱬ ⱬ | Ng ng | Zh zh | Ch ch | Sh sh |     |     |     |

По политическим причинам введение нового алфавита было отложено, и лишь в октябре 1964 года Государственный совет КНР утвердил его официально. Однако начавшаяся вскоре «Культурная революция» вновь отложила внедрение нового уйгурского алфавита. Работа по внедрению латинизированного алфавита для уйгур была возобновлена в 1973 году, а с 1976 года этот алфавит был внедрён во все официальные сферы.
Однако уже в 1980 году арабское письмо для уйгурского языка было вновь допущено к употреблению. Наконец в 1982 году постоянный комитет Собрания народных представителей СУАР постановил отменить уйгурский латинизированный алфавит и вернуться к арабской графике. К концу 1986 года латинизированный алфавит был полностью выведен из всех официальных сфер.
Современный уйгурский алфавит в Китае выглядит так:
| ئا | ئه | ب | پ | ت | ج | چ | خ | د  | ر  | ز  | ژ  | س | ش  | غ  | ف |
| ق  | ك  | گ | ڭ | ل | م | ن | ۋ | ئو | ئۇ | ئۆ | ئۈ | ه | ئې | ئى | ي |

В ноябре 2000 года в КНР был принят вспомогательный алфавит на основе латиницы, разработанный Синьцзянским университетом — Uyghur Latin Yëziqi (ULY). Он приобрёл большую популярность в западных изданиях и в интернете. Официального статуса он, однако, не имеет.
Uyghur Latin Yëziqi: A a, B b, Ch ch, D d, E e, Ё ё, F f, G g, Gh gh, H h, I i, J j, K k, L l, M m, N n, Ng ng, O o, Ö ö, P p, Q q, R r, S s, Sh sh, T t, U u, Ü ü, W w, X x, Y y, Z z, Zh zh.

## Сравнительная таблица алфавитов
| Арабский (КНР, с 1982) | Латиница (КНР, 1965—1982) | Кириллица (СССР, СНГ) | Латинский (СССР, до 1946) | Латиница (ULY) | Проект, 2018 | Общий тюркский алфавит | МФА     |
| ---------------------- | ------------------------- | --------------------- | ------------------------- | -------------- | ------------ | ---------------------- | ------- |
| ئا                     | A a                       | A a                   | A a                       | A a            | A a          | A a                    | [a]     |
| ئە                     | Ə ə                       | Ə ə                   | Ə ə                       | E e            | Á á          | Ä ä                    | [æ]     |
| ب                      | B b                       | Б б                   | B в                       | B b            | B b          | B b                    | [b]     |
| پ                      | P p                       | П п                   | P p                       | P p            | P p          | P p                    | [p]     |
| ت                      | T t                       | Т т                   | T t                       | T t            | T t          | T t                    | [t]     |
| ج                      | J j                       | Җ җ                   | Ç ç                       | J j            | C c          | C c                    | [ʤ]     |
| چ                      | Q q                       | Ч ч                   | C c                       | Ch ch          | Ch ch        | Ç ç                    | [ʧ]     |
| خ                      | H h                       | X x                   | X x                       | X x            | X x          | X x                    | [χ]     |
| د                      | D d                       | Д д                   | D d                       | D d            | D d          | D d                    | [d]     |
| ر                      | R r                       | Р р                   | R r                       | R r            | R r          | R r                    | [r]     |
| ز                      | Z z                       | З з                   | Z z                       | Z z            | Z z          | Z z                    | [z]     |
| ژ                      | Ⱬ ⱬ                       | Ж ж                   | Ƶ ƶ                       | J j/Zh zh      | J j          | J j                    | [ʒ]     |
| س                      | S s                       | С с                   | S s                       | S s            | S s          | S s                    | [s]     |
| ش                      | X x                       | Ш ш                   | Ş ş                       | Sh sh          | Sh sh        | Ş ş                    | [ʃ]     |
| غ                      | Ƣ ƣ                       | Ғ ғ                   | Ƣ ƣ                       | Gh gh          | Ǵ ǵ          | Ğ ğ                    | [ʁ]     |
| ف                      | F f                       | Ф ф                   | F f                       | F f            | F f          | F f                    | [f]     |
| ق                      | Ⱪ ⱪ                       | Қ қ                   | Q q                       | Q q            | Q q          | Q q                    | [q]     |
| ك                      | K k                       | К к                   | K k                       | K k            | K k          | K k                    | [k]     |
| ڭ                      | -ng                       | Ң ң                   | Ŋ ŋ                       | -ng            | Ń ń          | Ñ ñ                    | [ŋ]     |
| گ                      | G g                       | Г г                   | G g                       | G g            | G g          | G g                    | [ɡ]     |
| ل                      | L l                       | Л л                   | L l                       | L l            | L l          | L l                    | [l]     |
| م                      | M m                       | М м                   | M m                       | M m            | M m          | M m                    | [m]     |
| ن                      | N n                       | Н н                   | N n                       | N n            | N n          | N n                    | [n]     |
| ھ                      | Ⱨ ⱨ                       | Һ һ                   | H h                       | H h            | H h          | H h                    | [h]     |
| ئو                     | O o                       | О о                   | О о                       | O o            | O o          | O o                    | [o]     |
| ئۇ                     | U u                       | У у                   | U u                       | U u            | U u          | U u                    | [u]     |
| ئۆ                     | Ɵ ɵ                       | Ө ө                   | Ɵ ɵ                       | Ö ö            | Ó ó          | Ö ö                    | [ø]     |
| ئۈ                     | Ü ü                       | Ү ү                   | Y y                       | Ü ü            | Ú ú          | Ü ü                    | [y]     |
| ۋ                      | V v                       | В в                   | V v                       | W w            | V v          | W w                    | [w]~[v] |
| ئې                     | E e                       | E e                   | E e                       | É é            | E e          | E e                    | [e]     |
| ئى                     | I i                       | И и                   | I i                       | I i            | I i          | İ i                    | [ɪ]~[ɯ] |
| ي                      | Y y                       | Й й                   | J j                       | Y y            | Y y          | Y y                    | [j]     |

Кроме того, уйгурский кириллический алфавит имеет ещё две дополнительные буквы, которые в других двух системах записываются двумя знаками каждая:
| Кириллица | Арабский алфавит | Латиница-ULY |
| --------- | ---------------- | ------------ |
| Ю ю       | يۇ               | yu           |
| Я я       | يا               | ya           |